# Dolichotis patagonum centricola
La mara de los llanos (Dolichotis patagonum centricola), también denominada comúnmente liebre de los llanos, es una de las subespecies en que se divide la especie de roedor cávido D. patagonum. Habita en llanuras áridas y semiáridas bajo climas templado-cálidos en el centro del Cono Sur de Sudamérica.  

## Taxonomía
Descripción original
Esta subespecie fue descrita originalmente en el año 1902 por el mastozoólogo británico Michael Rogers Oldfield Thomas, con el nombre científico de Dolichotis magellanicus centricola.
Localidad tipo
La localidad tipo referida es: “Cruz del Eje (en el departamento homónimo), provincia de Córdoba, Argentina”.
Holotipo
El ejemplar holotipo designado es el catalogado como: B.M. número 2.2. 5.21 (número original: 1721); se trata de una hembra vieja que fue capturada el 2 de diciembre de 1901 por Perry O. Simons. Sus dimensiones corporales fueron: cabeza y cuerpo 740 mm; cola 45 mm; oreja 107 mm. Sus medidas craneales fueron: mayor longitud 138 mm; longitud basilar 108,5 mm; mayor amplitud 66 mm. Fue depositada en el Museo Británico, hoy Museo de Historia Natural, de Londres.
Etimología
Etimológicamente, el término genérico Dolichotis se construye con palabras en el idioma griego, en donde: dolichos significa ‘largo’ y ōt, ous, otos, es ‘orejas’. El epíteto específico patagonum es un topónimo que refiere a la región donde la subespecie típica habita: la Patagonia argentina. El epíteto subespecífico centralis posiblemente refiere a la distribución de esta subespecie septentrional, en la provincia argentina de Córdoba, la que se ubica en el centro del país, siendo que la típica se esparce por la región sur del mismo.

### Historia taxonómica
La descripción de este taxón comenzó a aclarar la polémica que había surgido entre los hombres de ciencia de fines del siglo XIX respecto de la validez de la especie que había sido descrita por Carlos Germán Burmeister, la conocida como conejo de palo (Dolichotis salinicola), ya que para él los ejemplares hoy considerados D. p. centricola eran el fenotipo adulto de los supuestamente juveniles D. salinicola —que incluso vivían en la misma región—, lo que lo indujo a creer que este último era solo una raza geográfica o una fase de color de la mara de la Patagonia, lo que para Carlos Berg era casi un capricho de Burmeister más que su real convicción científica.

## Características
Posee un tamaño grande (con promedios de 7 a 8 kg), excepcionalmente hasta 16kg; la cabeza es voluminosa y redondeada, los ojos son grandes, las orejas bastante largas, la muy corta cola de ápice calvo queda oculta por los pelos de la grupa. Las extremidades cuentan con gruesas almohadillas palmares y plantares, siendo las delanteras terminadas en 4 dedos cortos, armados de uñas en forma de garras; las traseras exhiben 3 dedos, los que cuentan con uñas en forma de pezuña. La coloración presenta tonalidades que varían en extensión e intensidad entre los ejemplares. El pelaje del dorso —desde el hocico hasta la grupa— es grisáceo a pardo-grisáceo, con pelos entremezclados de color blanco, negro y agutí; en las partes inferiores es amarillento-acanelado, con tonos más canelas en el área desde la boca hasta el pecho —a veces también hasta las orejas—, así como en los lados del vientre y, en especial, en la parte trasera de la base de sus miembros posteriores; hacia la región abdominal, genital y anal pasa a blancuzco, al igual que en la parte interna de las patas, donde también puede tomar un tono ante, siendo ocre pálido en las caras externas y sombreadas de negruzco en los extremos y dedos. La densidad y longitud del pelaje disminuye mucho en los miembros. Sus patas son bastante largas —con tarsos bien desarrollados—, adaptadas para huir veloz a la carrera, en tanto que el galope es a saltos, como los lepóridos, aunque por apariencia y forma de correr tienen más aspecto de un pequeño ciervo o antílope que de un roedor.
La apariencia corporal no presenta dimorfismo sexual. En el área entre la parte inferior de la base de la cola y el ano poseen glándulas adanales, las que cumplen una función en la marcación territorial e individual. La hembra presenta dos pares de mamas, situadas en una posición muy lateral, un par se encuentra en las axilas mientras que el restante se ubica junto a los muslos.
Es posible diferenciarla de la subespecie típica (Dolichotis patagonum patagonum) por la coloración del pelaje. Según su descriptor, el color dorsal es de un tono más claro y azulado, el leonado de las mejillas, los costados y los muslos es más pálido y amarillento, los pelos de las orejas son rubio rojizos, menos negros, las garras son bastante más quilladas y comprimidas y, por último y principalmente, se distingue porque el color dorsal grisáceo, si bien puede oscurecerse ligeramente en la grupa, no termina en un área negra antes de encontrar el blanco de la franja horizontal, que exhibe en la base de sus miembros posteriores y que cruza sobre la base de la cola. En la subespecie austral, antes de la franja blanca hay un amplio sector muy oscuro, siendo decididamente negro junto al borde blanco —en fuerte contraste—. La franja blanca aparece recién cuando el ejemplar alcanza la madurez sexual; es una señal visual para el seguimiento del macho a la hembra y para marcar el alerta en caso de peligro.

## Hábitos de vida
Este roedor tiene una dieta estrictamente herbívora, consumiendo preferentemente hojas, complementándolas con flores, semillas, raíces, cortezas y frutos; puede pacer con el cuerpo echado, apoyado solo en las patas traseras o parado sobre las cuatro patas, como los ungulados. Ingiere sus propias heces para extraer los nutrientes que estas aún retienen, aprovechando al máximo el escaso alimento. Es un animal monógamo pero de hábitos sociales, que vive en colonias estructuradas con jerarquías. Se alimenta en superficie y busca refugio en su madriguera, a la que excava con las uñas de sus miembros delanteros, aunque prefiere utilizar las cuevas abandonadas por otras especies, acondicionándolas previamente. En reposo, se sienta de la forma en que lo hace un perro, o se echan apoyando el pecho en el piso, con los miembros anteriores extendidos hacia adelante y los posteriores hacia un lado. Ante el peligro, no dudan en huir a la carrera (apoyando al hacerlo solo los dedos de sus patas), estimándose en que estarían tal vez entre los roedores vivientes más veloces, si bien, poseen la energía apenas suficiente para alcanzar sus cuevas, ya que pronto se cansan. No hiberna, manteniendo todo el año una actividad diurna o crepuscular.
Pare dos veces al año. La gestación dura poco más de 90 días y la camada está compuesta normalmente por entre 1 y 3 crías, siendo excepcionales las de 4 o 5. Las crías ya nacen con los ojos abiertos y pelaje denso; a las pocas horas pueden correr y tomar alimentos sólidos, aunque son amamantadas durante varias semanas, 3 veces por día. En cada colonia, las crías de varias parejas son mantenidas todas juntas en una misma cueva (las primeras 3 semanas), sin embargo, al momento de amamantar, cada pequeño lo hace con su madre correspondiente. Recién a las 11 semanas de vida se produce el destete mientras que a los 8 meses alcanzan la madurez sexual.
Las crías suelen ser presas habituales de mamíferos carnívoros —como mustélidos, zorros y felinos en general— así como por aves de presa, mientras que los adultos son cazados, entre otros, por el puma (Puma concolor), la boa de las vizcacheras (Boa constrictor occidentalis) y, antiguamente, también el yaguareté (Panthera onca). En caso de estar acorralada, como medio de defensa lanza hacia el rostro del amenazante un pequeño chorro de orina, pero esta no es corrosiva ni posee un olor repugnante, por lo que es un arma endeble, evolucionada para ser empleada durante las disputas entre machos y las interrelaciones de pareja.
En parte de su distribución convive con otra especie del género Dolichotis, el conejo de palo (D. salinicola), de menor tamaño y preferencias ambientales algo distintas, ya que habita en áreas más forestadas.

## Distribución y hábitat
Dolichotis patagonum centricola es endémica del centro de la Argentina, poseyendo poblaciones en las provincias de: Catamarca, este de La Rioja, sudoeste de Santiago del Estero y noroeste y norte de Córdoba. Hacia el sur de esta distribución se produce un área de integradación con la subespecie austral. Las poblaciones más septentrionales son las que habitan en el árido bolsón de Pipanaco, en el área central catamarqueña.
Vive bajo climas subtropicales a templado-cálidos, en las ecorregiones terrestres del monte de sierras y bolsones y  chaco árido. Se la encuentra en especial en paisajes abiertos, con arbustos, matorrales y árboles espinosos, en regiones áridas o semiáridas y en altitudes desde cercanas al nivel del mar hasta más de 1500 m s. n. m.. Se encuentra en general en valles y bolsones, donde prefiere lugares planos con vegetación raleada, lo que permite una buena visibilidad a distancia de cualquier peligro.

## Relaciones con el hombre y conservación
Este animal suele ser capturado por el ser humano, desde los tiempos prehispánicos y hasta el día de hoy, no solo como pieza de caza deportiva, también para hacer uso de su cuero y de su carne, si bien esta última no es comercializada dado su población dispersa y tal vez también por las características a las que apuntó Charles Darwin: “una vez cocida, es muy blanca, sin embargo, es sosa y seca”. Su piel es utilizada para la confección de artesanías y guantes, ya que el pelo es caedizo. La caza se realiza mediante armas de fuego y lazos de alambre.
Las maras que habitualmente son criadas en zoológicos de todo el mundo no suelen pertenecer a esta subespecie, sino a la típica. La población salvaje de Dolichotis patagonum centricola se encuentra en disminución, sospechándose que las causas se relacionan con la caza por pobladores locales, además de la competencia con especies introducidas, tanto silvestres —liebre europea (Lepus europaeus)— como domésticas —ganado—. Del mismo modo, desaparece cuando su hábitat es transformado productivamente en tierras de cultivo o pastoreo, sobreviviendo solo en las áreas que mantienen características silvestres y baja población humana.
Todavía no se ha desarrollado una categorización de conservación limitada solo a esta subespecie, por lo que, hasta tanto se indague su particular nivel de amenaza, le corresponde las adjudicadas a la especie en su totalidad. Para la Argentina (donde la especie es endémica) su categoría es “Vulnerable (VU)”; a nivel internacional era de “Riesgo bajo, Preocupación menor” (LC), pero ha sido elevada a “Casi amenazada” (NT).